# 日托米尔装甲厂
日托米尔装甲厂（羅馬化：Zhytomyrsʹkyy bronetankovyy zavod, ZhBTZ，直译：「日托米尔装甲厂，简称ZhBTZ」）是乌克兰的国有军工企业，位于日托米尔州新惠温斯凯。公司主业是对履带式装甲车进行诊断、修理、维护、翻修和现代化改造。

## 历史

### 前苏联时期
1943年10月11日，根据尼古拉·瓦图京将军的命令，第116移动坦克和总装修理厂在波尔塔瓦州的什拉姆基夫卡成立。
二战后，工厂改建为苏联国防部第141装甲坦克修理厂。

### 乌克兰独立后
乌克兰恢复独立后，第141装甲修理厂隶属于乌克兰国防部。
2000年代初，工厂掌握了BMP-1的现代化改造技术，生产了BMP-1U。

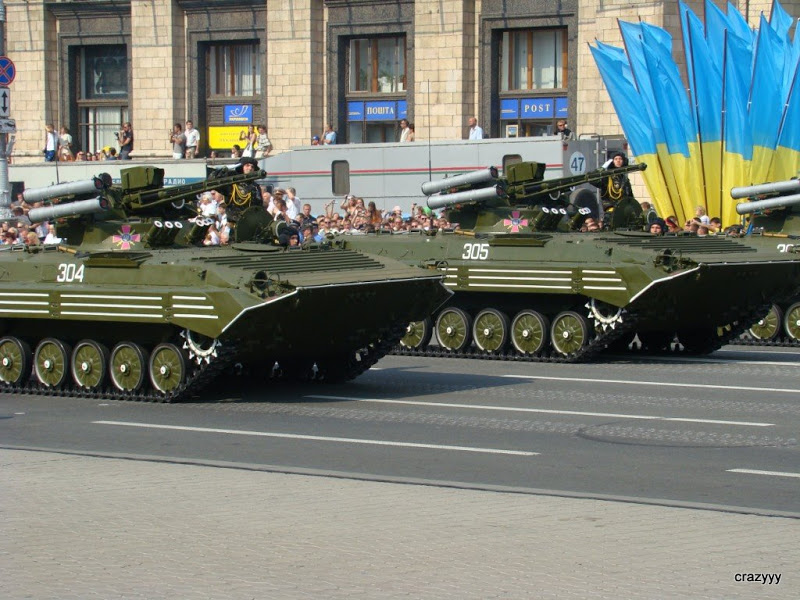
BMP-1U，基辅阅兵式。

2003年4月，工厂获得了出售乌克兰武装部队退役军事财产的权利，这些财产将在乌克兰国内市场销售。
2006年7月26日，乌克兰政府通过第1033号决议，将第141厂改制为国有商业企业，并更名为国营企业“日托米尔修理和机械厂”。
2008年，工厂可以完成如下业务：
- 制造BREM-2、基于BMP-1的障碍ATGM巡逻车[5]
- 为装甲输送车和步兵战车生产统一武器站（配备一门30毫米KBA-2炮、一对PKT机枪和热瞄准器）[5]
- 制造装甲车的车体、备件和配件[5]
- 制造教培模拟器及其他非标设备[5]
- 对BMP-1和BMP-2步兵战车进行现代化改造[5]
- 将BTR-50（英语：BTR-50）装甲输送车升级至BTR-50KMU[5]
- 对两栖战车PT-76、BTR-50、BMP-1、BMP-2、BMD-1、BMD-2和基于它们的车辆以及履带式车辆GM-575、GM-568和GM-578进行翻修[5]
- 对UTD-20和V6发动机以及其他装置进行翻修[5]

2010年12月国家企业集团乌克兰国防工业成立后，工厂于2011年1月17日成为该企业的子公司。后来，日托米尔修理和机械厂更名为日托米尔装甲厂。
2011年10月，日托米尔装甲厂在停工20年后首次重新启用轮式装甲车翻修车间。
2013年春，乌克兰国防部向该工厂拨款103.9万₴，用于维修一辆BMP-3。
2013年5月25日，该厂将一辆残值3725.64₴且未修复的BMP-1无偿移交给巴尔区政府。
截至2013年8月初，工厂能够修理18种不同类型的车辆，此外还那修理农业机械发动机。
2013年8月5日，日托米尔州管理局工业基础设施发展和旅游部主任瓦西里·苏霍拉巴（羅馬化：Vasyl' Sukhoraba）报告说，2013年第二季度，公司98%的产品用于出口，只有2%属于乌克兰国防部的订单（仅2013年4月至6月，公司出口产品价值约1000万₴的产品）。
2013年10月，工厂员工总数为500人，每月可翻修30辆装甲车。
2013年，工厂总共为乌克兰武装部队翻修了4辆装甲车。
2014年1月27日，工厂（当时员工人数为450人）因存在金额为1.91亿₴的债务而停工（同时工厂最大债务人乌克兰国防工业未支付1.6亿₴）。

### 2014年后

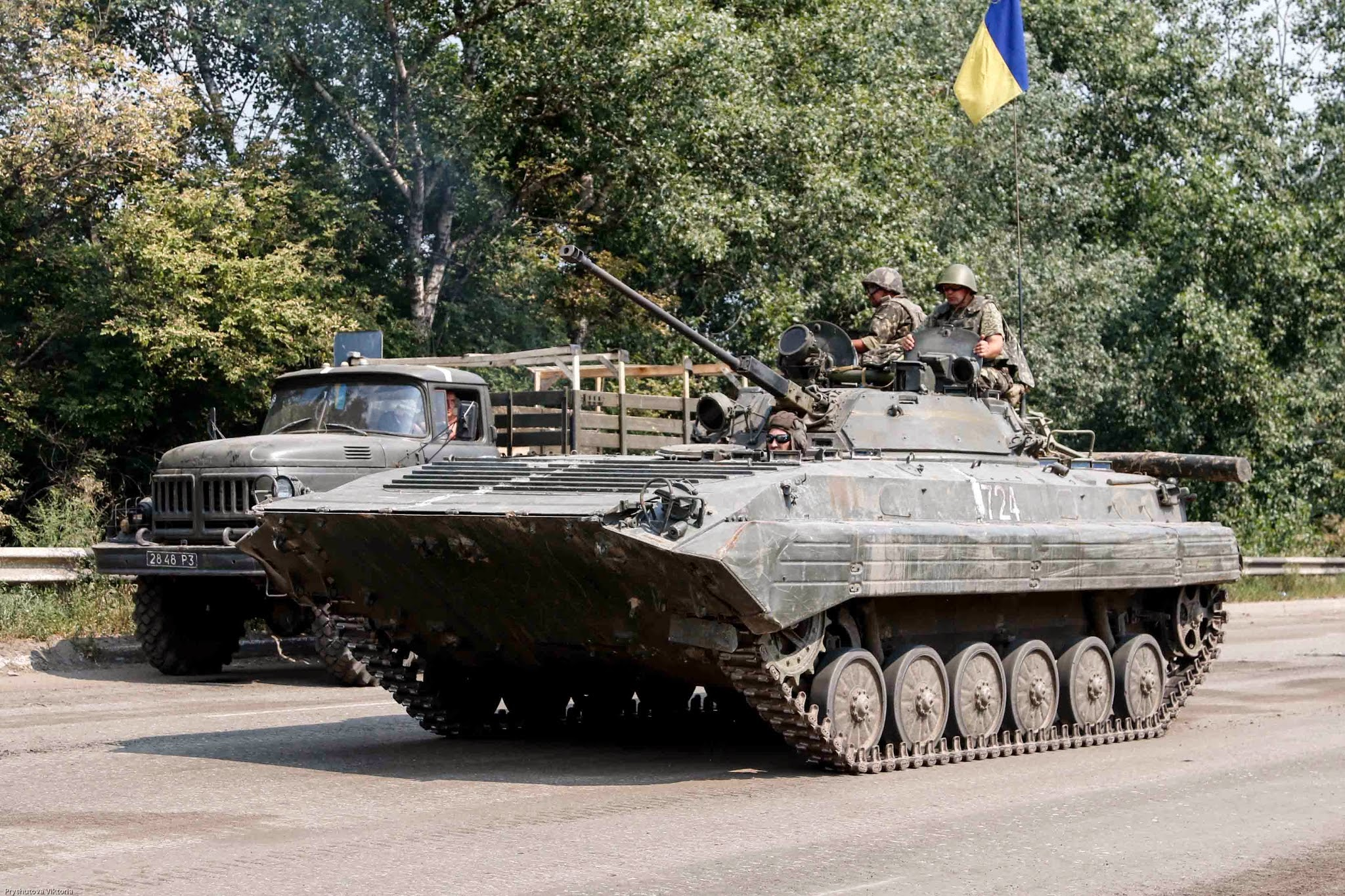
位于ATO区域的BMP-2。前苏联时期，日托米尔工厂专门检修这些战车。

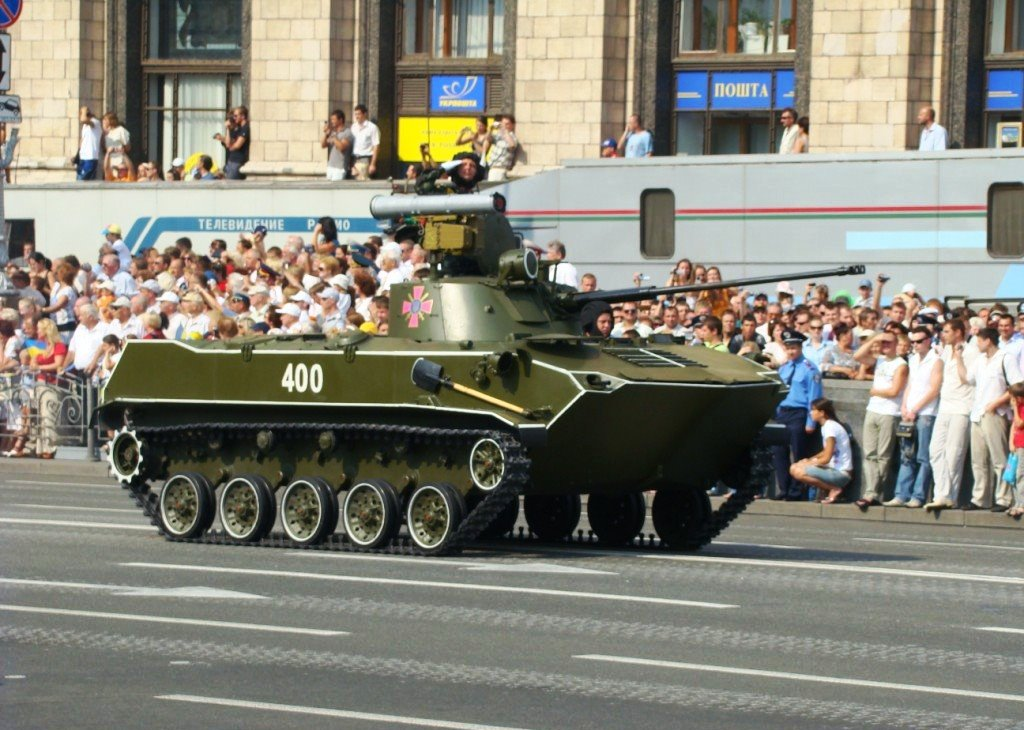
BMD-2，基辅阅兵式。日托米尔工厂有能力翻修BMD-2。

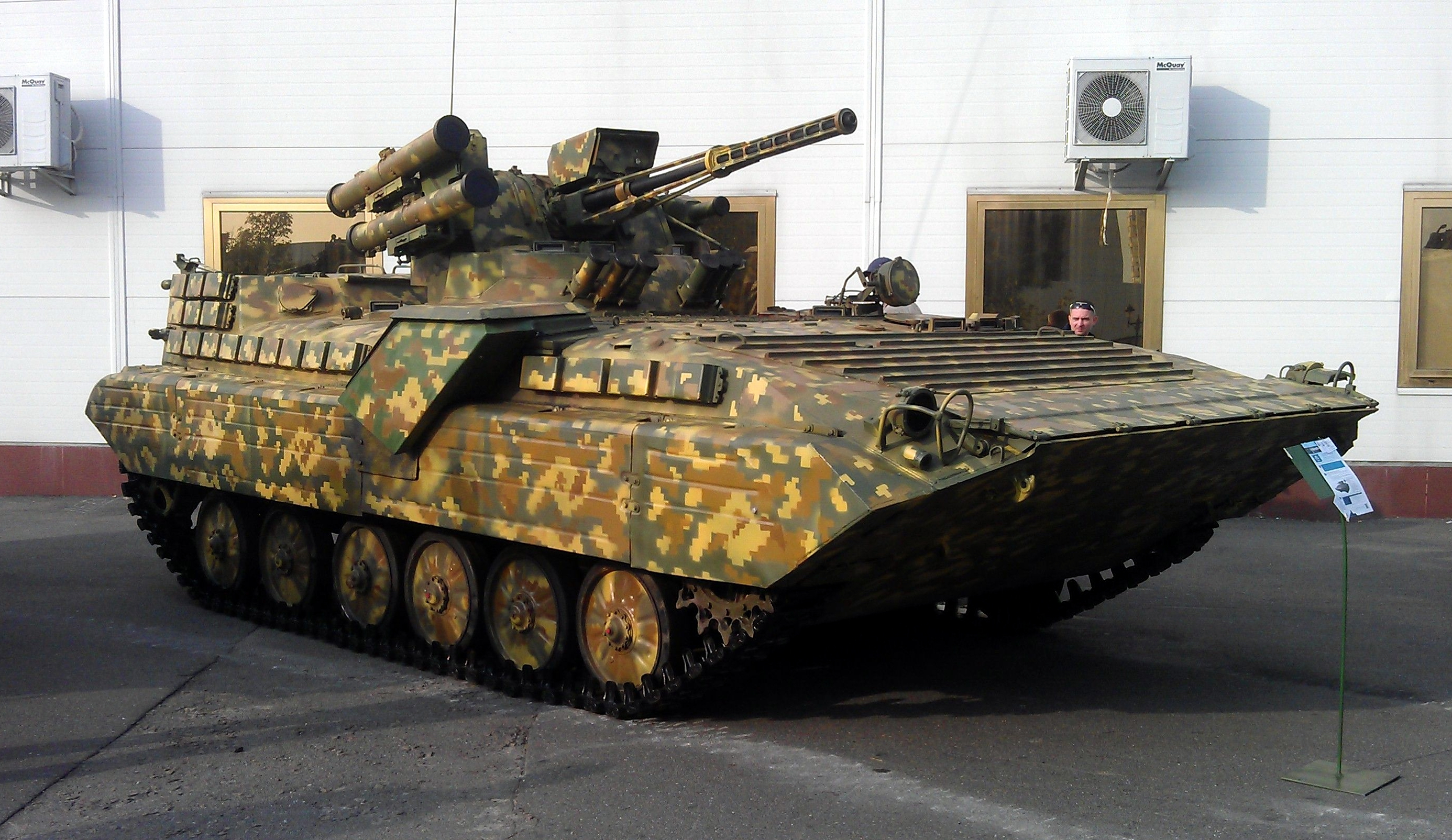
日托米尔装甲厂展出的BMP-1UM。军火与安全展会，基辅，2015年9月。

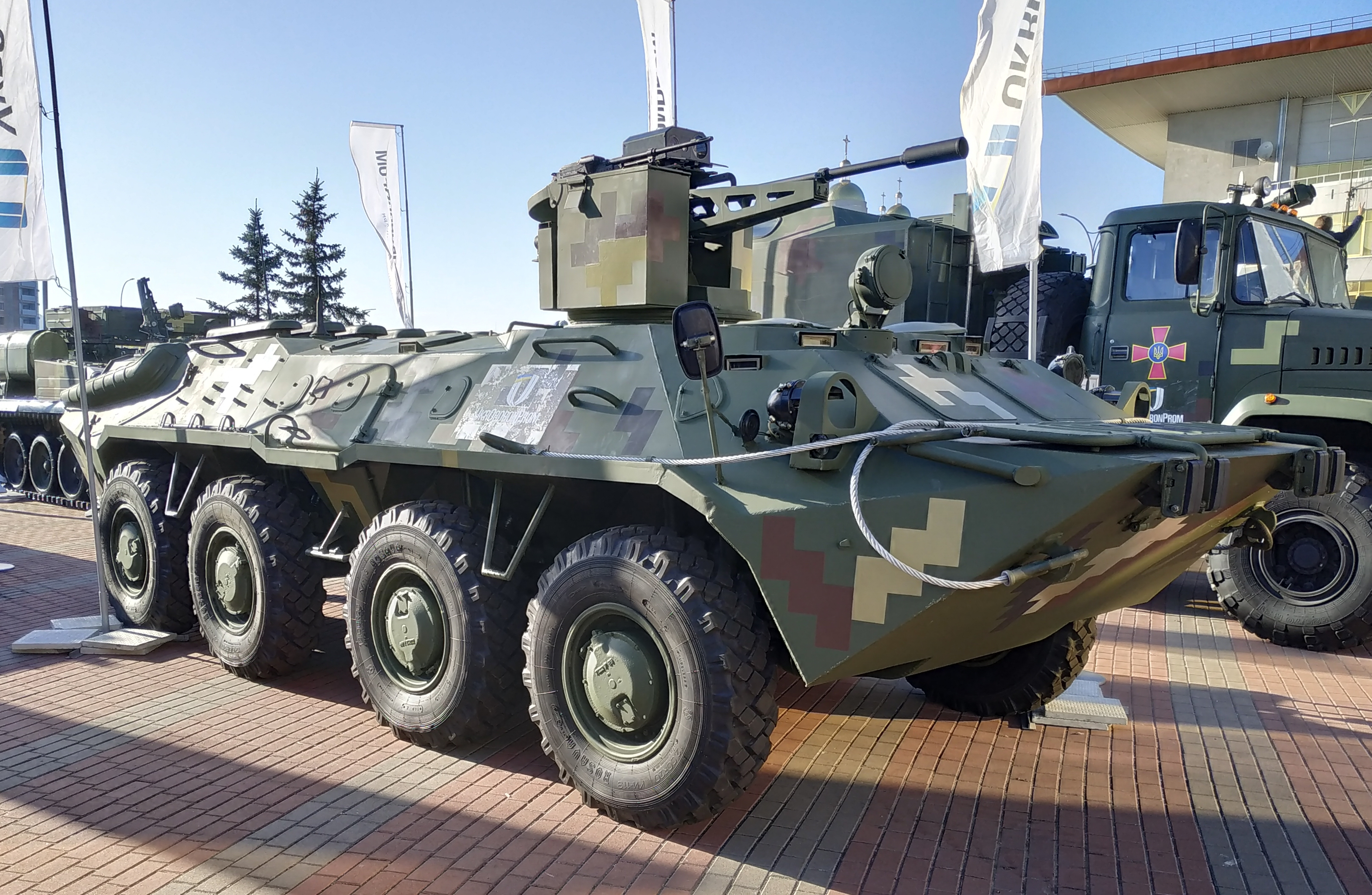
由日托米尔装甲厂生产的BTR-70D装甲输送车。军火与安全展会，基辅，2018年10月。

2014年3月，工厂参与履行乌克兰武装部队装甲车翻修的军工订单。乌克兰东部爆发敌对行动后，履行军工订单的工作量增加，因此2014年春季工厂员工人数增加到近600人。
2014年4月8日，工厂向斯凯利亚军事历史建筑群（日托米尔州科罗斯滕）免费捐赠了一辆无法修复的BMP-1作为展览品。
2014年4月，乌克兰总检察长办公室对日托米尔工厂提起刑事诉讼，因为对工厂进行检查后发现，2011年至2013年期间，公司负责储存的乌克兰武装部队的78辆步兵战车被拆除，其中5506件配件被非法扣押，配件价值超过1200万格里夫纳。2014年5月19日，中乌克兰监察军事领域法律遵守情况的检察官办公室新闻处报告称，非法活动给国家造成的损害总额为100万欧元。
2014年6月10日，乌克兰国防部宣布与工厂达成协议，翻修100多辆装甲车，这些车辆将被送往ATO区以替换出现故障的车辆。第一批修复的车辆预计于2014年6月底恢复使用。此外，工厂还收到了生产装甲车和公园设备备件的订单。
2014年7月3日，乌克兰国防部向工厂拨款2.8209亿格里夫纳，用于装甲车的翻修。
2014年8月29日，乌克兰国防工业副总裁谢尔盖·平卡斯（羅馬化：Serhiy Pinkas）宣布，集团打算将各装甲厂转为三班制，以提高生产率40%。
2014年9月11日，乌克兰国防工业宣布，日托米尔装甲厂已完成翻修并向部队交付了16辆装甲车（包括BMD、BMP和BREM），此外，该厂还组建了三支机动维修队，由已派往乌克兰东部战区的工厂工人组成，负责维修乌克兰武装部队的装备。
2014年9月23日，乌克兰国防部长瓦列里·谢列特报告说，自2014年初以来，日托米尔装甲厂已收到国防部的订单，为乌克兰武装部队翻修130辆装甲车，该厂修复的首批19辆军事车辆已列装乌克兰东部的军队。9月24日，乌克兰国防部通报称，日托米尔装甲车获得2.8亿格里夫纳的订单。
2014年9月底，ATO地区的军事单位接收了在日托米尔装甲厂翻修完毕的首批19辆军车。工厂的专家实行三班制，对BMD、BMP、BREM、APC、GM、车体、武器、装备进行翻修。工厂接到了130多台军事装备翻修的订单。
2014年10月5日，工厂管理层和员工响应乌克兰总统波罗申科开始三班倒工作的要求，承诺每天向ATO区运送一辆战车。
2014年10月23日，乌克兰国防工业宣布打算统一装甲车生产工厂的工作（之所以需要做出决定，是因为日托米尔装甲厂是乌克兰唯一一家有能力修理BMP-1和BMP-2步兵战车的企业）。
2014年10月30日，乌克兰国防部拨款355.56万格里夫纳，用于从该厂采购步兵战车使用的UTD-20发动机和零部件。
2015年1月5日，又有42辆BMP-2步兵战车被转移到乌克兰武装部队。
2015年9月22日，在军火与安全-2015展会上，日托米尔装甲厂展示了牛虻装甲车（GAZ-66底盘）和BMP-1UM（BMP-1新的现代化改造原型车）。
2015年12月，有消息称工厂准备于2016年2月开始量产BTR-4装甲输送车。
2016年1月，日托米尔装甲厂副厂长被拘留，他与一名私营企业家勾结，贪污了超过2300万格里夫纳的国家资金。与此同时，利沃夫舍甫琴科区法院法官根据乌克兰现行刑事诉讼法，考虑到挪用公款方法的风险和社会影响恶劣的性质，为被捕的贪污人设定了的保释金身3千万乌克兰格里夫纳，而从犯则是2500万乌克兰格里夫纳。
2016年5月25日，乌克兰国防工业新闻处报道称，日托米尔装甲厂已掌握了BTR-4车体的生产技术，工厂未来将生产BTR-4装甲输送车。
2016年7月28日，乌克兰国防工业报道称，日托米尔装甲厂已完全掌握了BTR-4装甲输送车的生产技术。
2016年9月，工厂掌握了BMP-1和BMP-2的传动系统改造（用德国制造的道依茨柴油机取代前苏联UTD-20发动机）。2016年10月5日，工厂推出了双峰武器站。
因不当执行为乌克兰武装部队供应军事装备的国家合同，日托米尔装甲厂被罚款120万格里夫纳。根据2018年7月11日的法院判决，军事检察官办公室的诉讼得到满足，并对ZhTBZ处以578,755.19UAH和652,587.32UAH两笔罚款，款项付给了国防部。
2017年3月30日，乌克兰总理格罗伊斯曼宣布，他打算将日托米尔装甲厂纳入BTR-70装甲输送车的现代化计划（该运兵车应获得增强的保护、暴风炮塔和美国通用汽车发动机）的实施方。
2017年10月10日，工厂展示了基于T-64坦克、装备双峰武器站的哨兵坦克支援车的原型车。这俩装甲车是日托米尔装甲厂和基辅装甲厂以及基辅国家化学公司阿尔乔姆的联合项目。
2018年10月9日，工厂展示了现代化BTR-70D(GM)装甲输送车和BMP-M1S步兵战车（安装短剑（羅馬化：Stilet）武器站的BRM-1K的现代化版本）的原型车。
2019年4月，工厂BTR-4车体组装车间停工。
2019年9月，工厂为乌克兰武装部队完成了15辆BMP-1的翻修和现代化改造。
2020年3月30日，工厂又向部队移交了7辆翻修完毕的装甲车（5辆BMP-1和2辆BMP-2）。
企业圆满履行了2020年国家国防订单。100多件装备移交给乌克兰国防部。根据合同条款，所有的装备都进行了完整的翻修和例行维护保养。恢复系统和部队的作战能力，更换故障装置，检查武器操作等。此外，BMP还配备了现代化的导航系统、光学装置和国产瞄准具，以及红外头灯和带有现代二极管灯的照明头灯。
2021年4月，根据乌克兰国防工业的公告，日托米尔装甲厂向乌克兰军方移交了另一批BMP-2。这项工作按照国家合同条款在有限的资金下提前完成。设备移交时已完全做好了战备。据报道，这已经是今年第二次从ZhBTZ向乌克兰武装部队运送军事装备。
2021年11月初，乌克兰国防工业新闻处报道称，国有企业日托米尔装甲厂开始批量生产BTR-4E装甲输送车的车体，此前该车体由一家私营公司制造。在此之前，乌克兰国防部和乌克兰国防工业的代表参加了相关验收测试。
为了在明年初之前将八辆BTR-4E车体转移到哈尔科夫机械制造设计局进行进一步组装，未来的装甲输送车将配备必要的装备和系统，扩大ZhBTZ生产基地的工作正在进行中。
2021年12月16日，国营企业日托米尔装甲厂（ZhBTZ）将第一批BTR-4E装甲输送车体运往哈尔科夫机械制造设计局。

## 产品
专门从事装甲武器和装备的翻修和现代化：BMP-1和BMP-1M、BMP-2和BMP-2K、BMD-1、BMD-2、GM-575、GM-568、GM-578、BREM-2、BTR-50PK、BTR-D、BRDM-2。公司还对指定设备（特别是UTD-20、5D20-240、V-2和V-6、V2-500、V-55、YaMZ-236/238/240柴油机）进行单台和机组的翻修），为部队和维修厂生产翻修和现代化备件、非标和车队设备。
从2021年秋季开始，开始生产BTR-4E的车体。

## 国际合作
2016年1月25日，以色列专家代表团来厂参观考察。代表团成员包括埃尔比特系统公司的代表和特种技术出口公司的陪同人员。会议结果是，双方签署了合作协议及意向书。
10月12日，缅甸军事专家代表团参观了日托米尔装甲厂，成员包括：国防工业部和Amethyst贸易有限公司董事会的高级管理层，以及特种设备的代表出口商—特种技术出口公司。为代表团举行了工厂介绍会，了解了公司的产能、工艺流程和产品。此外，外国专家还参观了最新的研发成果和现代化设备，并表示了兴趣。双方讨论了相互关系与合作的可能性。

## 丑闻
2020年7月2日，乌克兰国家安全局反情报部门揭露了国营企业日托米尔装甲厂官员在乌克兰武装部队防护系统维修过程中无数次的滥用职权行为。